# Tokijská škola fotografie
Tokijská škola fotografie (東京綜合写真専門学校, Tókió Sógó Šašin Senmon-Gakkó) byla založena ve čtvrti Nakano v Tokiu v roce 1958 jako Tokijská fotografická škola (東京フォトスクール, Tókjó Foto Sukūru) se specializací na fotografii. Její současný název pochází z roku 1960. Během 60. let se přestěhovala do Hijoši (sídlo Jokohama), kde zůstala.

## Historie
V roce 1958 založili fotokritici Kóen Šigemori, Cutomu Watanabe a Keničiro Tamada (bývalý šéfredaktor časopisu Rokkor) Tokijskou fotografickou školu v Kotaki-čo, Nakano-ku, Tokio. Tehdy byl v nabídce pouze čtyřměsíční základní kurz. V roce 1960 byl název změněn na Tokijská škola fotografie a přesunuta na adresu Šimočiai, Šinjuku-ku, Tokio.
V roce 1963 byla dokončena první fáze výstavby školní budovy a přemístěna na své současné místo v Hijoši, která se nachází v Minowa-čo, Kohoku-ku, město Jokohama, prefektura Kanagawa. Druhá fáze výstavby byla dokončena v roce 1966 a třetí fáze výstavby byla dokončena v roce 1967.
V roce 1976 jako odborná škola související s fotografií, jako první v Japonsku přešla na specializovanou školicí školu podle zákona o systému specializovaných školicích škol.

## Výuka
Od svého založení škola produkovala fotografy jako Kišin Šinojama a Kazumi Kurigami. Existují také absolventi, kteří vyučují na katedře fotografie uměleckých univerzit, jako jsou Hiromi Cučida a Issei Suda na Ósacké univerzitě umění, Norio Kobajaši na Musašino Art University, Risaku Suzuki na Tokijské univerzitě múzických umění a japonská fotografka Kendži Higuči, zástupce ředitele umělecké vysoké školy a další.
Mezi absolventy je mnoho fotografů, kteří touží po seriózních pracích, jako je produkce originálních tisků, provozování vlastních galerií nebo knihkupectví specializovaných na fotografii. Mnoho našich absolventů je aktivních v masmédiích, reklamách, fotografickém průmyslu a příbuzných oborech.
Vezmeme-li Bauhaus jako vzor, neexistuje žádná segmentace kurzu na zprávy, reklamy atd. Cílem vzdělávání je kultivovat fotografy s expresivitou a kritickým duchem pomocí fotografické kritiky, jako je Krátká historie fotografie v kurzu Waltera Benjamina. Navíc se škola vyznačuje i tím, že se dá studovat s dostatkem času ve 3letém systému. Semináře se konají v malých skupinách a vyučují se individuálně. Je to také svobodný tvůrčí prostor, který klade důraz nejen na technickou výchovu, ale i na výchovu výrazovou.

## Historie
- 1958 – Založena Tokijská fotografická škola v Kotaki-čo, Nakano-ku, Tokio a organizována Letní fotografickou školou a sponzorovaná Japonskou asociací fotografických kritiků
- 1959 – Založena Tokijská škola fotografie
- 1963 – Přemístěno do současného umístění (Hijoši) v Kohoku Ward, Jokohama City, prefektura Kanagawa
- 1966 - Povolení zřízení školní podnikové fotografické školy
- 1971 – Přednáška amerického fotožurnalisty Williama Eugena Smithe
- 1973 – Zahájení vydávání časopisu Šašin Criticism (Fotokritika)
- 1976 – Schválení zřízení specializovaných kurzů
- 1992 – Zemřela zakladatelka Kóen Šigemori, ředitelkou se stala Hiromi Cučida
- 1997 – Juki Mori jmenována ředitelkou
- 1993 – Založena čestná společnost Hiroši Šigemori[1]
- 2001 – Naomiči Fudžita jmenován ředitelem
- 2002 – Masaši Taniguči jmenován ředitelem
- 2012 – Ina Eidži jmenována ředitelkou
- 2018 – V areálu byla zřízena mateřská škola Minna no Mirai Hijošien[2]

## Zavedené oddělení
- Obor kultury a svobodných umění, specializovaný kurz
  - Oddělení fotografických umění 1 (denní, 3 roky)
  - Fotografické umění 2. oddělení (večerní třída, 2letý semestr)
  - Graduate School (2 roky studia)

## Dopravní dostupnost
- Adresa: 2-2-32 Minowačo, Kohoku Ward, Jokohama City, prefektura Kanagawa
- Jeďte linkou Tokju Tojoko ze stanice Šibuja 20 minut a vystupte na stanici Hijoši
- 15 minut od stanice Jokohama na lince Tokju Tojoko a vystupte na stanici Hijoši
- 6 minut chůze od stanice Hijoši

## Učitelé

### Současní instruktoři
- Masaru Taniguči[3]

#### Praxe
- Eidži Ina[4]
- Hideomi Inaki
- Šuiči Iwakiši
- Micugu Oniši[5]
- Tomomicu Ono
- Joiči Kato
- Osamu Kanemura[6]
- Motohiro Goto[7]
- Haruo Kobajaši
- Judži Siga[8]
- Joko Sakakibara[9]
- Tošio Šibata[10]
- Risaku Suzuki[11]
- Kazumi Takahaši
- Akihide Tamura[12]
- Nakamoto Keizai
- Takeši Nonošita
- Kendži Hajaši
- Takajoši Hajaši
- Tacuja Macuoka
- Iki Morita
- Janagimoto Fumiho
- Watanabe Kaneto
- Watabe Rjodži

#### Přednášející
- Nobuhiro Akita (teorie manga)
- Satoko Abe (teorie fotografie 19. století)
- Kotaro Iizawa (historie fotografie)
- Tomoko Oda (angličtina pro fotografy)
- Osamu Ueno (pokyny k diplomové práci)
- Rjúiči Kaneko (fotograf)
- Kobajaši a kol. (teorie současného umění)
- Issei Saito (psychologie)
- Acuši Sugita (současná estetika)
- Takehito Deguči (filmová studia)
- Hiroši Nagai (písemný výraz)
- Jui Nagase (historie moderní technologie, ブログ)
- Azusa Nomura (výzkum filmařů)
- Masaaki Wada (základní fotografické inženýrství)
- Daisuke Jamada[13]

### Bývalí instruktoři
- Issei Suda
- Kijoši Suzuki
- Hiromi Tsučida[14]
- Juki Mori
- Jasuhiko Učihara
- Šimako Murai
- Tošio Jamagiši